# نیک دریک
نیکلاس رادنی درِیک مشهور به نیک دریک (به انگلیسی: Nick Drake) خواننده، نوازنده و ترانه‌سرای موسیقی فولک اهل انگلستان بود که به‌خاطر سرودن ترانه‌های شاعرانه و غمگین مشهور است.

## زندگی‌نامه
نیک دریک در ۱۹ ژوئن ۱۹۴۸ در کشور برمه متولد شد. پدر او یک مهندس انگلیسی بود که از سال‌ها قبل در برمه کار می‌کرد. نیک، تنها ۲۶ سال زندگی کرد و در مدت ۵ سال فعالیت هنری خود موفق به عرضهٔ ۳ آلبوم موسیقی شد. او طبعی خجالتی و گوشه‌گیر داشت و به‌همین دلیل از اجرای زنده گریزان بود. همین‌طور از مصاحبه. و این گوشه‌گیری و امتناع ورزیدن از اجرا در محافل عمومی نه‌تنها باعث شکست تجاری ۳ آلبوم وی شد، بلکه موجب شد پس از مرگ‌اش نیز سال‌ها ناشناخته بماند.

## طرفداران
البته نیک دریک شنونده‌های خود را به‌شدت به سبک موسیقی و نوع روایت‌اش از مسائل اطراف که در ترانه‌های قوی و شاعرانه‌اش مطرح می‌شد علاقه‌مند می‌ساخت. به‌گونه‌ای که گروهی طرفدار متعصب و پروپا قرص داشت و مدیر برنامه‌هایش نیز از همین دسته افراد بود. علاقه‌مندان‌اش به او کمک کردند تا بعد از شکست تجاری آلبوم اول ناامید نشود و دو کار دیگر خود را به فاصلهٔ یک و ۳ سال بعد عرضه کند.

## سبک
نیک در سبک فولک فعالیت می‌کرد و سازهایی مانند گیتار، پیانو و سازهای بادی را می‌نواخت اما ساز مورد علاقه‌اش گیتار آکوستیک بود و آهنگ‌هایش غالباً با همراهی گیتار خود وی اجرا شده‌اند. دریک در طول عمر کوتاه خود از بی‌خوابی و افسردگی به‌شدت رنج می‌برد. او هنرمندی بی‌نهایت حساس به‌شمار می‌رفت و از مسائلی اندوهگین می‌شد که برای خیلی از مردم عادی، هرگز به چشم نمی‌آمدند.

## مرگ نابهنگام
نیک دریک در ۲۵ نوامبر ۱۹۷۴ زمانی‌که ۲۶ سال بیشتر نداشت در اثر استفادهٔ بیش از حد از داروهای ضد افسردگی درگذشت. در رابطه با علت اصلی مرگ دریک شایعات بسیاری وجود دارد. عده‌ای آن را خودکشی می‌دانند و عده‌ای دیگر معتقدند که به‌طور سهوی اقدام به استفادهٔ زیاد از قرص‌ها کرده و باعث مرگ خود شده است.

## آلبوم‌ها
- ۱۹۶۹ - Five Leaves Left
- ۱۹۷۰ - Bryter Layter
- ۱۹۷۲ - Pink Moon